# Grelină
Grelina este un hormon peptidic care stimulează apetitul, produs în special de celulele P/D1 situate în stomac (fundus), și celulele epsilon din pancreas. Concentrația serică a grelinei crește înainte de mese și scade după mese. Acesta este considerat antagonistul hormonului leptină, produs de adipocite, care inhibă sațietatea atunci când este prezent într-o concentrație ridicată. 
Grelina este de asemenea produsă în nucleul arcuat din hipotalamus, fiind un stimulator puternic al hormonului de creștere din adenohipofiză. Receptorii pentru grelină sunt receptori cuplați cu proteina G. Grelina joacă un rol important în neurotrofie, în special în hipocamp, și este esențială în adaptarea cognitivă la schimbarea mediului și în procesul de învățare. La făt, grelina este produsă temporar de plămâni, aceasta stimulându-le dezvoltarea.
Grelina a fost primul hormon circulant al foamei descoperit. Grelina crește ingestia de alimente și crește masa adipoasă a organismului printr-o acțiune exercitată la nivelul hipotalamusului. Activează celulele din nucleul arcuat (inclusiv neuronii NPY-ergici). Răspunsul la acțiunea grelinei a acestor neuroni este atât leptin-, cât și insulin-sensibilă. Grelina activează conexiunea de recompensă mezolimbică colinergică-dopaminergică, un circuit care comunică aspectele hedonice și consolidatoare ale recompenselor naturale, cum ar fi mâncarea, dar și cea a drogurilor sau substanțelor care dau dependență, cum ar fi etanolul.
Există dovezi că grelina ar avea un efect periferic modulator asupra sațietății, afectând sensibilitatea aferențelor vagale gastrice, făcându-le mai puțin sensibile la distensia stomacului rezultată în urma unui consum alimentar copios.